# Franciszek Piasecki
Franciszek Piasecki (ur. 1838, zm. 23 stycznia 1909) – rzeźbiarz polski.
Tworzył nagrobki, głównie na cmentarzu w Jędrzejowie, w drugiej połowie XIX wieku. Został pochowany na starym cmentarzu w Jędrzejowie. 